# Al-Mustanjid (Abbasside du Caire)
Pour les articles homonymes, voir Al-Mustanjid.
Abû al-Mahasin Yûsuf al-Mustanjid bi-llâh ou Al-Mustanjid (? -1479) est un calife abbasside au Caire de 1455 à 1479.

## Biographie
Abû al-Mahasin Yûsuf est le cinquième fils de Muhammad al-Mutawakkil Ier à régner comme calife. Il succède à son frère Al-Qâ'im démis de ses fonctions en 1455. Il prend le titre d’Al-Mustanjid bi-llâh. Son règne débute sous le sultan mamelouk burjite Inal.
Après la mort d'Inal, les luttes entre mamelouks se soldent par une suite de sultans aux règnes éphémères jusqu'à la prise de pouvoir par Qaitbay :
- Inal jusqu'en 1460
- Ahmad en 1460
- Khuchqadam jusqu'en octobre 1467
- Bilbay jusqu'en 1468
- Timurbugha en 1468
- Qaitbay qui a le plus long règne de la dynastie jusqu'en 1496

Al-Mustanjid décède en 1479, son neveu, Al-Mutawakkil II, fils d'Al-Musta`in lui succède.